# رافان سيديبي
رافان سيبيدي (بالفرنسية: Rafan Sidibé)‏، من مواليد 12 مارس 1984 ، لاعب كرة قدم مالي.
كان يلعب مع نادي مولودية باتنة وهو الآن يلعب مع نادي أولمبيك أسفي المغربي.
شارك مع منتخب بلاده في أولمبياد أثينا 2004.

## روابط خارجية
- رافان سيديبي على موقع قاعدة بيانات كرة القدم.إي يو (الإنجليزية)
- رافان سيديبي على موقع ناشيونال فوتبول تيمز (الإنجليزية)
- رافان سيديبي على موقع عالم كرة القدم.نت (الإنجليزية)
- رافان سيديبي على موقع كووورة
- رافان سيديبي على موقع أوليمبيديا (الإنجليزية)